# Lella Cincu
Lella Cincu (n. 29 iunie 1923, Timișoara, România – d. 23 martie 2008, București, România) a fost o soprană română.

## Educație
A studiat vioara între 1931 și 1940 la Conservatorul Municipal din Timișoara sub îndrumarea Adelaidei Iancovici. Apoi, a studiat canto la Conservatorul de Arta Dramatică din Timișoara (1945-1947) și la Conservatorul din București (1947-1951) unde i-a avut ca mentori pe Arta Florescu, Constantin Stroescu, Jean Rânzescu, Ion Dumitrescu, Paul Constantinescu, Nicolae Buicliu și Zeno Vancea. A plecat la perfecționare în Italia (1957-1958) unde a studiat alături de Giulia Tess și Campo Gagliano.

## Activitate
A debutat pe 6 ianuarie 1953 cu rolul Siebel din Faust de Gounod pe scena Operei din București. A activat apoi la Teatrul CFR Giulești (1947-1949), Opera Română (1952-1974) și Teatrul din St. Pölten, Austria (1975-1983). A susținut recitaluri de lieduri de Bach, Liszt, Schubert, Schumann, Handel, Strauss, Ravel, Debussy, Gluck, Grieg, Dvorak, Mahler, Korsakov, Faure, Gershwin, Haciaturian, Toselli, Caldara, Tosti, De Curtis.

### Roluri
- Rigoletto
- Traviata
- Faust
- Carmen (Micaela)
- Ivan Susanin
- Fidelio (Marzelline)
- Dama de pică
- Falstaff
- Orfeu și Euridice
- Bărbierul din Sevilla
- Lucia di Lammermoor
- Manon
- Cosi fan Tutte
- Ora spaniolă
- Bal mascat (Oscar)
- Albert Herring
- Povestirile lui Hoffmann (Antonia)
- Don Giovanni
- Boema
- Amorul doctor de Pascal Bentoiu
- Ecaterina Teodoroiu de Emil Lerescu
- O noapte furtunoasă de Paul Constantinescu
- Liliacul
- Văduva veselă
- Vânzătorul de păsări
- Silvia
- Paganini
- Țara surâsului
- Floarea din Hawai
- Calul Bălan
- My Fair Lady
- Voievodul țiganilor
- Madame Pompadour
- Orfeu în infern
- Studentul cerșetor

## Premii
A fost laureată la Festivalul Mondial al Tineretului, București, 1953. A participat și la Primăvara la Praga, 1954; a luat Premiul I la Verviers (Belgia), 1957. A fost decorată cu Ordinul Cultural clasa a III-a.